# Định Tăng
Định Tăng là một xã cũ thuộc huyện Yên Định, tỉnh Thanh Hóa, Việt Nam.
Xã Định Tăng có diện tích 10,03 km², dân số năm 1999 là 7854 người, mật độ dân số đạt 783 người/km².

## Lịch sử
Theo Nghị quyết số 1686/NQ-UBTVQH15 ra tháng 6 năm 2025, trên cơ sở giải thể huyện Yên Định và thành lập xã Yên Định trên cơ sở sáp nhập toàn bộ diện tích tự nhiên và dân số của 3 địa phương của huyện là Thị trấn Quán Lào, và 3 xã là Định Liên, Định Long, Định Tăng.